# Pallanuoto ai Giochi della XXVIII Olimpiade
Il torneo di pallanuoto dei Giochi olimpici di Atene si è svolto negli impianti dell'Olympic Aquatic Centre della capitale greca tra il 15 ed il 29 agosto 2004.
Il torneo maschile è stato vinto dai campioni carica dall'Ungheria che, battendo in finale la Serbia e Montenegro, con rete decisiva del mancino Gergely Kiss su schema di uomo in più, hanno conquistato il loro ottavo oro olimpico.
La competizione femminile, la seconda della storia, è stata vinta dall'Italia, allenata da Pierluigi Formiconi: il Setterosa ha battuto in finale la Grecia dopo 2 tempi supplementari, con gol decisivo di Melania Grego con una palombella.

## Squadre partecipanti

### Torneo maschile
GRUPPO A
- Croazia
- Kazakistan
- Russia
- Serbia e Montenegro
- Stati Uniti
- Ungheria

GRUPPO B
- Australia
- Egitto
- Germania
- Grecia
- Italia
- Spagna

### Torneo femminile
GRUPPO A
- Australia
- Italia
- Grecia
- Kazakistan

GRUPPO B
- Canada
- Russia
- Stati Uniti
- Ungheria

## Calendario
| Uomini | 1°T |     | 1°T |     | 1°T |     | 1°T |    | 1°T |    | Q. |   | SF |  | F | 1 |
| Donne  |     | 1°T |     | 1°T |     | 1°T |     | Q. |     | SF |    | F |    |  |   | 1 |
| Totale |     |     |     |     |     |     |     |    |     |    |    | 1 |    |  | 1 | 2 |

## Podi
| Evento                         | Oro      | Argento             | Bronzo |
| Pallanuoto maschile (dettagli) | Ungheria | Serbia e Montenegro | Russia |

| Evento                          | Oro    | Argento | Bronzo      |
| Pallanuoto femminile (dettagli) | Italia | Grecia  | Stati Uniti |

## Medagliere
| Posizione | Paese               |   |   |   | Totale |
| --------- | ------------------- | - | - | - | ------ |
| 1         | Italia              | 1 | 0 | 0 | 1      |
| 1         | Ungheria            | 1 | 0 | 0 | 1      |
| 3         | Grecia              | 0 | 1 | 0 | 1      |
| 3         | Serbia e Montenegro | 0 | 1 | 0 | 1      |
| 5         | Russia              | 0 | 0 | 1 | 1      |
| 5         | Stati Uniti         | 0 | 0 | 1 | 1      |
| Totale    | Totale              | 2 | 2 | 2 | 6      |

## Risultati in dettaglio

### Torneo maschile
| Posizione | Squadra             | PG | V | P | S | GF | GS | Diff. |
| --------- | ------------------- | -- | - | - | - | -- | -- | ----- |
| 1         | Ungheria            | 7  | 7 | 0 | 0 | 59 | 39 | +20   |
| 2         | Serbia e Montenegro | 8  | 6 | 0 | 2 | 58 | 42 | +16   |
| 3         | Russia              | 8  | 5 | 0 | 3 | 55 | 45 | +10   |
| 4         | Grecia              | 7  | 4 | 0 | 3 | 51 | 40 | +11   |
| 5         | Germania            | 7  | 4 | 1 | 2 | 51 | 44 | +7    |
| 6         | Spagna              | 7  | 3 | 0 | 4 | 44 | 44 | 0     |
| 7         | Stati Uniti         | 7  | 4 | 0 | 3 | 47 | 50 | -3    |
| 8         | Italia              | 7  | 4 | 0 | 3 | 58 | 40 | +18   |
| 9         | Australia           | 8  | 3 | 1 | 4 | 60 | 53 | +7    |
| 10        | Croazia             | 8  | 2 | 0 | 6 | 61 | 61 | 0     |
| 11        | Kazakistan          | 7  | 1 | 0 | 6 | 41 | 59 | -18   |
| 12        | Egitto              | 7  | 0 | 0 | 7 | 26 | 94 | -68   |

### Torneo femminile
| Posizione | Squadra     | PG | V | P | S | GF | GS | Diff. |
| --------- | ----------- | -- | - | - | - | -- | -- | ----- |
| 1         | Italia      | 6  | 5 | 0 | 1 | 44 | 33 | +11   |
| 2         | Grecia      | 6  | 3 | 1 | 2 | 39 | 36 | +3    |
| 3         | Stati Uniti | 5  | 3 | 0 | 2 | 31 | 27 | +4    |
| 4         | Australia   | 5  | 2 | 1 | 2 | 29 | 28 | +1    |
| 5         | Russia      | 5  | 3 | 0 | 2 | 37 | 40 | -3    |
| 6         | Ungheria    | 5  | 1 | 0 | 4 | 35 | 40 | -5    |
| 7         | Canada      | 4  | 2 | 0 | 2 | 26 | 22 | +4    |
| 8         | Kazakistan  | 4  | 0 | 0 | 4 | 20 | 35 | -15   |

## Fonti
- (EN)  Comitato Olimpico Internazionale: database medaglie olimpiche.
- (EN)  Comitato Organizzatore, Official report of the XXVIII Olympiad. Official results book: Water Polo (la84foundation.org)